# 徳島県立中央テクノスクール
徳島県立 中央テクノスクール（とくしまけんりつ ちゅうおうテクノスクール）は、徳島県徳島市南末広町にある職業能力開発校である。

## 沿革
- 2013年（平成25年）4月1日 - 徳島県立徳島テクノスクールと徳島県立鳴門テクノスクールを統合し開校。

## 訓練科
- 金属技術科
- 機械技術科
- 電気環境システム科
- 木工技術科
- 理容科
- 美容科

## 施設
ろうきんホール
校内にある多目的ホールで四国労働金庫が命名権を取得した。
- 休館日：12月29日 - 1月3日
- 利用時間：9:00 - 17:00

在職者訓練棟
事業主等が行う職業訓練や人材育成に関する研修会・講座などが行える施設。

## 交通
- 徳島市営バス東部循環バス「総合土木庁舎前」降車、徒歩約3分。又は「沖洲・南海フェリー 末広四丁目」降車、徒歩約15分。